# Осиповичи
Осипо́вичи (бел. Асіпо́вічы) — город в Могилёвской области Беларуси. Административный центр Осиповичского района. Крупный железнодорожный узел.
Численность населения — 28 745 человек (на 1 января 2025 года).

## География
Город Осиповичи расположен на левом берегу реки Синяя (правый приток Свислочи) в двух километрах от автомобильной дороги М5 (Минск — Гомель). Находится в 136 километрах на юго-запад от Могилёва и в 93 километрах на юго-восток от Минска. Ближайшие города: Старые дороги (37 км), Бобруйск (41 км), Глуск (42 км), Марьина Горка (44 км). В 7 километрах от города на реке Свислочь образовано Осиповичское водохранилище.

## Геральдика
Герб и флаг учреждены Указом Президента Республики Беларусь от 3 января 2005 года № 1 и зарегистрированы в Государственном геральдическом регистре Республики Беларусь 6 января 2005 года № Б-31 и № Б-32. Одобрены решением Осиповичского районного Совета депутатов от 19 февраля 2004 года № 6-6.

## История
Датой основания города считается 17 ноября 1872 года (построена станция Либаво-Роменской железной дороги, название которой, а потом и название города было взято от расположенной в двух километрах деревни Осиповичи). В 1897 году 0,5 тыс. жителей.
В начале XX века в Осиповичах насчитывалось 300 дворов, население составляло 1500 жителей, действовали 2 лесопильных, шпалопропиточный, смоляной заводы, 13 мастерских, мельница, заезжий двор, аптечный магазин. В 1906 году открыты 2 начальные школы, с 1909 года работает телеграф.
В начале XX века железнодорожный посёлок с двумя лесопилками и шпалопропиточным заводом. В ноябре 1917 года установлена советская власть. С 19 февраля 1918 года оккупирован польскими, затем до 4 декабря 1918 года — немецкими войсками, с 20 августа 1919 до июля 1920 снова польскими.
С июля 1924 года местечко, центр района. В 1926 году более 4 тыс. жителей. С 1932 года железнодорожный узел (введена в действие железнодорожная линия Осиповичи—Рославль). С 1935 года город, с 1938 года город районного подчинения. В 1939 году 13,7 тыс. жителей. В советское время в городе располагались различные воинские объекты с развитой инфраструктурой, большим количеством военной техники и личного состава.
Первую бомбардировку Осиповичей Люфтваффе произвели ночью с 22 на 23 июня 1941 года. Город был оккупирован 30 июня 1941 года подразделениями 2-й танковой группы Гудериана. Территория Осиповичей вошла в зону армейского тыла группы армий «Центр».
Согласно довоенной переписи населения, проводившейся в 1939 году, в Осиповичах проживало 13 723 человека, 61,6 % которых составляли белорусы (8457 человек). Кроме того, в городе насчитывалось 2314 русских (16,9 %), 1694 еврея, составлявших 12,34 % от общего числа жителей города, а также 874 украинца и 256 поляков. Подавляющее большинство оставшихся в городе евреев было согнаны нацистами в Осиповичское гетто и убиты.
30 июля 1943 года белорусские партизаны и подпольщики с участием Фёдора Крыловича провели в Осиповичах акцию, вошедшую в историю как самая крупная сухопутная транспортная диверсия времён Второй мировой войны. Взрывом было уничтожено 4 эшелона противника с горючим, боеприпасами и техникой, включая новейшие танки «Тигр».
Город освобождён 28 июня 1944 года. В 1953 году вблизи Осипович образовано Осиповичское водохранилище, построена Осиповичская ГЭС. В 1959 году 15,8 тыс. жителей.
В 1962—1965 гг. город в составе Бобруйского района, затем снова центр района. В 1970 году 19,7 тыс. жителей. По состоянию на 1996 года город областного подчинения.
1 декабря 1998 года Осиповичский район и город Осиповичи объединены в одну административно-территориальную единицу — Осиповичский район с административным центром город Осиповичи.
В 2024 году в связи с празднованием 80-й годовщины освобождения Беларуси от немецко-фашистских захватчиков и Победы советского народа в Великой Отечественной войне, а также в целях увековечения подвига воинов Красной Армии, рабочих, партизан и подпольщиков, совершенного ими при обороне и освобождении белорусских городов и других населённых пунктов город Осиповичи награждён вымпелом «За мужнасць і стойкасць у гады Вялікай Айчыннай вайны» (Указ Президента Республики Беларусь от 2 февраля 2024 года № 44).

## Население
Численность населения — 28 745 человек (на 1 января 2025 года). Население города 29 329 человек (на 1 января 2023 года).
| Численность населения с 1897 года:                                                              |
| Графики недоступны из-за технических проблем. См. информацию на Фабрикаторе и на mediawiki.org. |

| Год            | 1897 | 1939    | 1959    | 1970    | 1979    | 1989    | 1995    | 2001    | 2006    | 2018    | 2020    | 2023    | 2024    | 2025    |
| -------------- | ---- | ------- | ------- | ------- | ------- | ------- | ------- | ------- | ------- | ------- | ------- | ------- | ------- | ------- |
| Население чел. | 500  | ▲13 723 | ▲15 777 | ▲19 705 | ▲27 409 | ▲33 803 | ▲35 200 | ▲35 466 | ▼33 550 | ▼31 129 | ▼29 900 | ▼29 329 | ▼29 103 | ▼28 745 |

## Транспорт

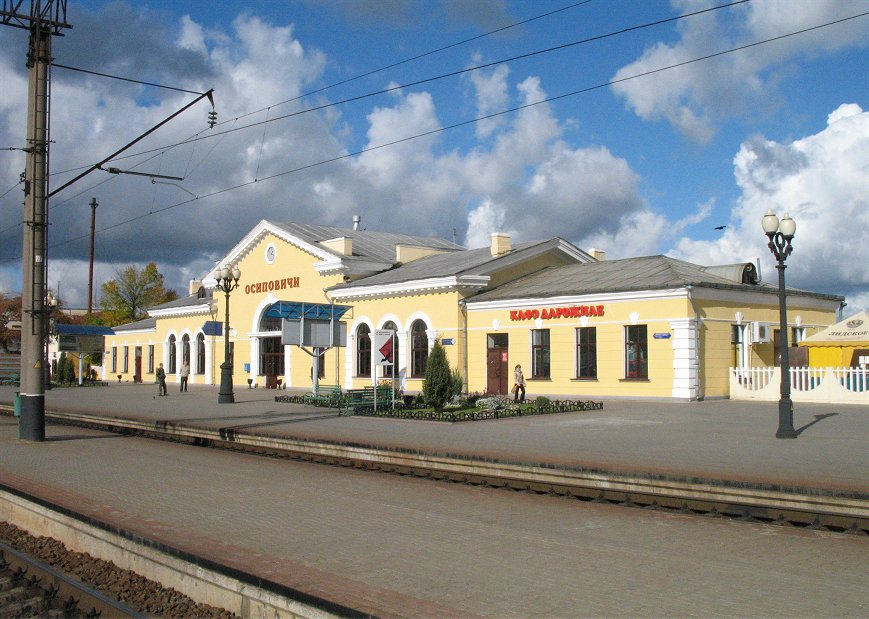
Железнодорожный вокзал Осиповичи I

Важный железнодорожный узел (линии на Минск, Гомель, Могилёв, Солигорск, Гродзянку).
Н. Г. Гарин-Михайловский в очерках «В сутолоке провинциальной жизни» писал о беседе с директором железнодорожного департамента, говорившего:

Надо развивать частную инициативу… Мы проводим теперь одну веточку от Осиповичей; если идея её пройдет, она будет богата последствиями. В двух словах идея такая: ветка создает новый груз. Этот груз пройдет по другим дорогам, ну там до портов, до пунктов сбыта. Чистый доход от этих грузов идет на погашение затраченных предпринимателями-строителями капиталов. По расчету выходит, что ветка окупится в пять лет и поступит безвозмездно в казну… Тогда не то, что на десять, на пятьдесят миллионов в год можно будет строить, а в период двадцати лет казна, не затратив ни гроша, будет иметь сеть двести тысяч верст железных дорог.
Через город проходит автомобильная дорога Р72 (Осиповичи-Барановичи), которая ответвляется от магистрали М5 в районе деревни Теплухи, в нескольких километрах от города.
На территории города расположена железнодорожная станция Осиповичи I, а также остановочные пункты Юбилейный и Советский.
Улицы: Сташкевича, 60 лет Октября, Абросимова, Интернациональная, Социалистическая, Сумченко, Чумакова, Юбилейная, Лесная, Ягодная, Каданчика, Ленинская, Короткая, Железнодорожная, Минская, Перамога, Бобруйская, Сосновая, Лынькова, Горбатова, Королёва, Калинина, Октябрьская, Рабоче-Крестьянская и другие.
В 2020 году был проведено анкетирование жителей о велодвижении (325 жителей: 100 мужчин и 225 женщин). Согласно опросу 27 % имеют личный велосипед, более четверти опрошенных ездят на велосипеде почти каждый рабочий день в теплую погоду.

## Экономика

### Промышленность
- Одним из градообразующих предприятий является ОАО «Осиповичский завод автомобильных агрегатов». Занимается производством комплектующих к автомобилям МАЗ, БелАЗ, автобусам МАЗ, производством изделий из алюминия (литье алюминиевых деталей), производство изделий из пластмассы, производством ППУ, год основания — 1963, количество работников — 2651 чел.
- ООО «КубокСтрой» — завод по производству стеновых и перегородочных блоков из ячеистого бетона (газобетон). Предприятие в 2009 и 2010 годах получило награды в Республиканском строительном конкурсе «Лучший строительный продукт года»
- Осиповичский завод железобетонных конструкций, год основания — 1974, среднесписочная численность — 337 человек.
- ЗАО «Алтимед» (одно из четырёх предприятий в мире по производству тазобедренных протезов).
- Предприятие ОАО «Кровля» — одно из крупнейших предприятий белорусской стройиндустрии, производящее рулонные кровельные и гидроизоляционные материалы. Построен в 1972—1973 гг. под названием Осиповичский картонно-рубероидный завод (КРЗ)[9]. Предприятие входит в состав Корпорации ТехноНИКОЛЬ — российского производителя материалов для изоляции зданий и сооружений[24][25].
- Осиповичский завод транспортного машиностроения (сокращённо ОЗТМ).
- Осиповичская ГЭС.
- ОАО «Осиповичский хлебозавод», год основания — 1953[26], более 100 сотрудников[27].

## Организации питания
Рестораны и кафе.

## Гостиницы
- (Городская) Осиповичского дочернего унитарного коммунального производственного предприятия «Райсервис»
- Открытого акционерного общества «Осиповичский завод автомобильных агрегатов»

## Кинотеатры
- Кинотеатр «Родина»

## Образование
В городе пять общеобразовательных средних школ с преподаванием на русском языке, одна гимназия с преподаванием на белорусском языке, а также две школы искусств. Есть четыре библиотеки: одна детская и три общего пользования. В сентябре 1964 года открыта специализированная школа-интернат для детей, перенёсших полиомиелит (сегодня «Осиповичская государственная специальная школа-интернат»). В 2003 году был открыт Осиповичский государственный профессиональный лицей № 8 на месте закрытой школы № 5 (школа реорганизована в 2024 году). В 2010 году лицею присвоен статус колледжа (Осиповичский государственный профессионально-технический колледж). В колледже готовят продавцов, поваров, швей, парикмахеров, слесарей, трактористов-машинистов, водителей категории C, электросварщиков, облицовщиков-плиточников.

## Культура
- Центр культуры
- Учреждение культуры «Осиповичский районный историко-краеведческий музей» (открыт в 2013 году)[29]

## Достопримечательности
- Свято-Крестовоздвиженская церковь (дата постройки — 1826 год, дата перевозки в Осиповичи — 1946 год)
- Церковь Введения во храм Пресвятой Богородицы (1997)
- Церковь в честь иконы Божией Матери «Всех Скорбящих Радость»
- Римско-католический костёл Божьего Милосердия (2005)
- Осиповичская ГЭС
- Городская застройка начала XX века:
- Служебные корпуса на железнодорожной станции
- Дом Г. К. Жукова. На доме к 60-летнему юбилею Победы установлена мемориальная доска с надписью «В этом доме в 1938 году останавливался командир 6-го кавалерийского корпуса Георгий Константинович Жуков. Впоследствии прославленный полководец. Маршал Советского Союза».
- Мемориальный комплекс «Алея Героев»[30]. Музей военной техники

### Памятник, скульптура
- Памятник В. И. Ленину
- Памятник Ф. А. Крыловичу. Установлен на перроне железнодорожной станции Осиповичи I в 2009 году
- Памятник-паровоз Эм 726-23 (2002 год)[31]. Установлен в честь 130-летия образования г. Осиповичи (1872—2002 гг.)

## Галерея

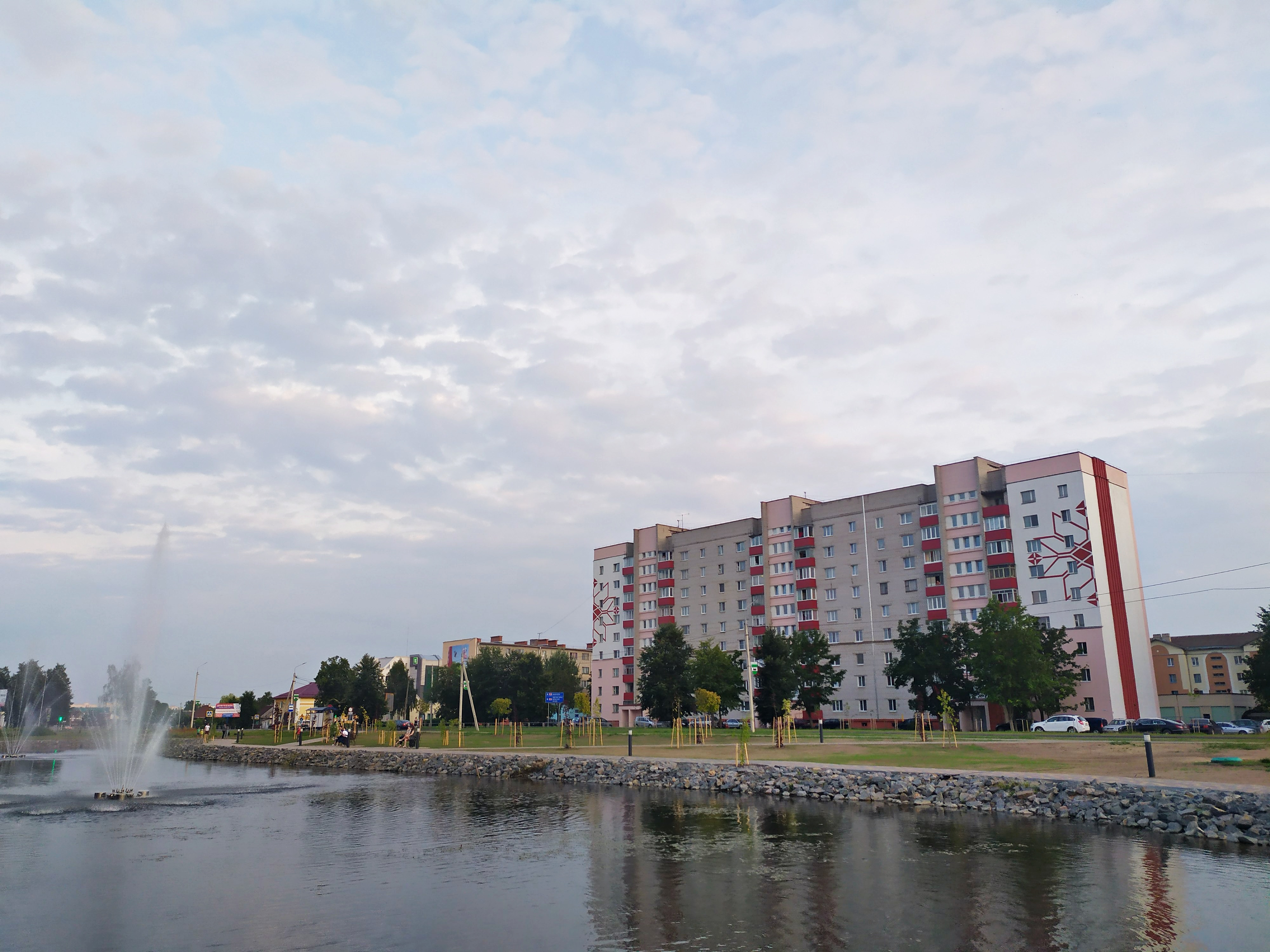
Панорама
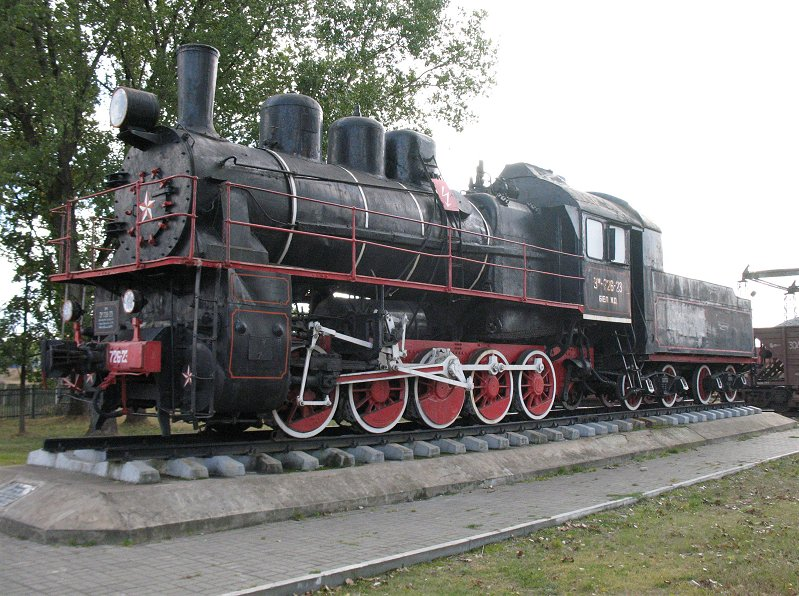
Памятник-паровоз Эм 726-23
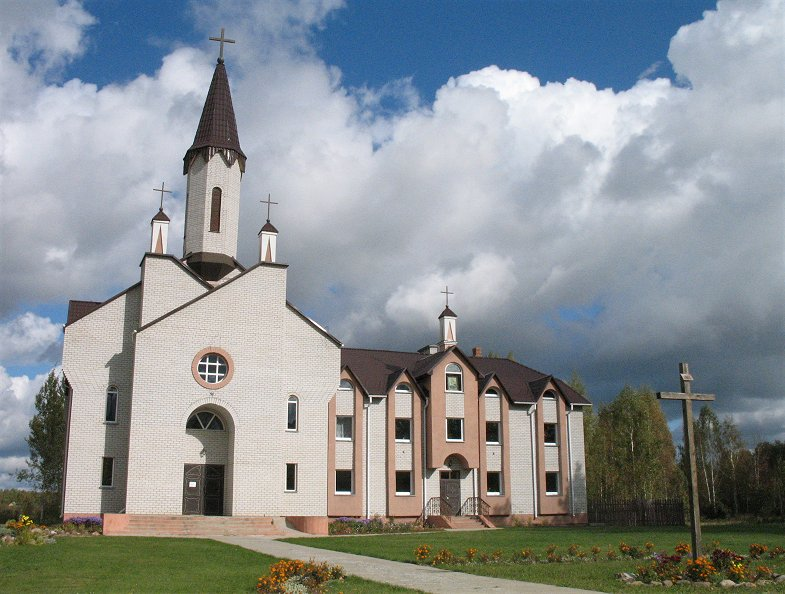
Костёл Божьего Милосердия
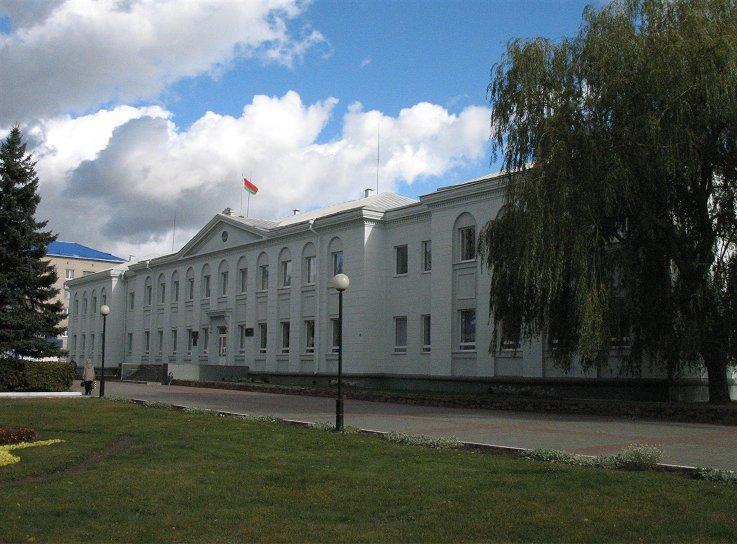
Здание администрации

## Спорт
В Осиповичах работает ДЮСШ. Братья Богдановичи, Александр и Андрей, родились и выросли в Елизово Осиповичского района, в рабочем посёлке стеклозавода. Золотые призёры (каноэ, гребля) олимпиады в Пекине (2008 г.), олимпиада в Лондоне (2012 г.) — серебряная медаль.
Также в городе есть футбольный клуб «Осиповичи», выступавший в 1-й лиге (2017 год) чемпионата Республики Беларусь по футболу, домашний стадион «Юность» вместимостью 1300 человек. До 2015 года существовал осиповичский баскетбольный клуб «Свислочь», выступавший в высшей лиге чемпионата Республики Беларусь по баскетболу, домашняя арена «ФОК ОЗАА» вместимость около 300 человек.

## Известные уроженцы
- Нина Шоба — легенда белорусского телевидения, создатель программ «Усе мы родам з дзяцінства», «Сузор’е надзей», «Вас выклікае Спартландыя»;
- Николай Ананьев — министр спорта и туризма Республики Беларусь (1998—1999), генеральный директор МКСК «Минск-Арена» (2010—2019);
- Александр Найденов — ведущий, главный редактор радио Unistar (2013 — н.в.), ведущий программы «На вылет» телеканала «Беларусь 1» (2019 — н.в.);
- Георгий Шпак — командующий ВДВ России (1996—2003), губернатор Рязанской области Российской Федерации (2004—2008).
- Александр Касович — декан исторического факультета БГПУ им. М. Танка (2015—2018), с 2006 — заведующий кафедрой Отечественной и мировой истории.
- Лившиц Семён Борисович — был депутатом Верховного Совета 13 созыва, в котором возглавлял Комиссию по вопросам промышленности, (в 1995году), далее был Депутатом Палаты Представителей Национального собрания Республики Беларусь, в котором занимал должность председателя постоянной Комиссии по вопросам экономики.(с 1996 по 2001 год)